# HD 5319
HD 5319 ist ein rund 400 Lichtjahre entfernter Stern, der vom Exoplaneten HD 5319 b mit einer Periode von 626 Tagen umkreist wird. Der Stern
besitzt eine Spektralklasse von G5 IV und eine Masse von 1,6 Sonnenmassen.

## Exoplanet
Die große Halbachse des Exoplaneten HD 5319 b misst knapp 2 Astronomischen Einheiten. Das Objekt hat eine Masse von mindestens 1,9 Jupitermassen (ca. 600 Erdmassen). Es wurde von Robinson et al. mit Hilfe der Radialgeschwindigkeitsmethode entdeckt und im Jahr 2007 veröffentlicht.